# 省港大罷工
省港大罷工（しょうこうだいひこう）は1925年6月から1926年10月までイギリス領香港と中華民国広東省広州市で行われたストライキやボイコットである。中国人デモ隊がイギリス人に虐殺された五・三〇事件に対する反発として起こった。

## 出来事
1925年5月30日、イギリス人に指揮されたシク教徒が、上海共同租界の中国人デモ隊に発砲した。少なくとも9人が死亡し、多くの負傷者が出た。更に事件を大きくしたのは、1925年6月23日に沙面島で起きたシャーキーの虐殺であった。外国部隊に指揮された部隊により50人以上の中国人デモ隊が死亡し、120人以上が負傷した。

## ストライキ
広東省はイギリス帝国主義が明白な香港で特にストライキを求めた。中国国民党の指導者とソビエト連邦の助言者は、沙面島の共同租界を攻撃することさえ考えた。反英パンフレットが香港にばら撒かれた。植民地政府が植民地の水に毒を入れようとしているという流言蜚語も広まった。最初の週や抵抗運動で5万人以上の中国人が香港を去った。食物価格が高騰した。植民地は7月までにゴーストタウンと化した。7月末までに中国人25万人が広東省に去った。ストライキは1926年までに終結した。

## 経済
イギリス政府は経済を崩壊させないために300万ポンドの融資をしなければならなかった。イギリス製品に対するボイコットは、更に数ヶ月続いた。経済は麻痺し、香港全体の貿易は、50％にまで落ち、海運は40％にまで減少し、地代は60％にまで低下した。

## 著作
省港大罷工はアンドレ・マルローの最初の小説「征服者たち」（1928年）で有名な箇所がある。

## 参照
1. 1 2 3 4 5 6 7 8  Carroll, John Mark Carroll. [2007] (2007). A concise history of Hong Kong. Rowman & Littlefield publishing. ISBN 0742534227, 9780742534223. pg. 100
2. 1 2 3  Jens Bangsbo, Thomas Reilly, Mike Hughes. [1995] (1995). Science and Football III: Proceedings of the Third World Congress of Science and Football, Cardiff, Wales, 9-13 April, 1995. Taylor & Francis publishing. ISBN 0419221603, 9780419221609. p 42-43.